# José Blas Vega
José Blas Vega (Madrid, 17 de febrero de 1942- 24 de octubre de 2012), fue un librero anticuario, bibliófilo y escritor español, reputado investigador del arte flamenco. Miembro de la Cátedra de Flamencología, del Consejo Asesor del Centro de Estudios de Música Andaluza y de Flamenco, del Centro Andaluz de Flamenco, y jurado habitual en concursos de cante, baile y toque, entre ellos los nacionales de Córdoba y La Unión.
Dirigió la Sociedad de Amigos del Cante Flamenco de Madrid y codirigió la revista especializada La Caña.

## Biografía
José Blas Vega nació en Madrid, calle Pelayo nº 2, el 17 de febrero de 1942, en un ámbito familiar ajeno al mundo de la cultura o el libro. Desde muy joven se interesó por el mundo del espectáculo.
Tomó contacto con el mundo del libro a los 16 años, en los puestos, librerías de viejo y almonedas del Rastro madrileño. Esa afición le llevaría a pedir a su familia, como regalo de Reyes, las cien pesetas que costaba un libro expuesto en una de las vitrinas de la Librería Clan, en la Puerta del Sol. Y fue al comprar aquel libro cuando entabló conversación con uno de los libreros sobre temas de folclore, materia en la que el joven José ya se interesaba como lector en la Biblioteca Nacional. Aquel librero, que le regaló unos folletos antiguos, era Antonio Rodríguez Moñino uno de los grandes bibliófilos españoles, que en adelante se convertiría en su guía y maestro.
A los 21 años, la afición de José Blas Vega por los temas del folclore andaluz, se puso de manifiesto con una conferencia sobre El cante de don Antonio Chacón. A partir de entonces se convertiría en uno de los más importantes investigadores del arte flamenco, con una labor impresionante escribiendo más de 50 conferencias repartidas por la geografía española y una veintena de publicaciones, entre las que destaca el monumental Diccionario Enciclopédico Ilustrado del Flamenco.
Entre sus galardones por su labor de investigación flamencológica destacan los siguientes premios: Premio Nacional de la Cátedra de Flamencología, Beca de la IV Semana de Estudios Flamencos de Málaga, premio del Diario Línea de Murcia, Taranto de Oro de Almería, premio Demófilo de Córdoba y Trofeo a la investigación de la Asociación de críticos de Arte flamenco.
La rigurosidad documental y su capacidad de síntesis, junto con su labor de esclarecimiento histórico, fueron las características básicas de su trabajo como investigador y divulgador. Parte de su trayectoria como articulista y conferenciante quedó recopilada en 50 Años de Flamencología, siendo una referencia obligada para comprender la historia del flamenco.
En 2009 fue homenajeado por el Ayuntamiento de Morales del Vino (Zamora), La Peña Cultural Flamenca “Amigos del Cante” y el diario La Opinión – El Correo de Zamora, durante la celebración del V Festival Flamenco Tierra del Vino de Morales (Zamora). En dicho acto, celebrado en el ayuntamiento, se descubrió una placa conmemorativa en donde figuraba: "Patio del Flamencólogo José Blas Vega", lugar que años más tarde eligiría para que sus cenizas reposen eternamente.

### Discografía Flamenca
La producción discográfica de José Blas Vega abarcó tanto la vertiente flamenca como la folclórica, iniciándose en 1967 con el LP Canta Jerez, cuya idea y realización fue obra totalmente suya, estando considerada por la crítica y la afición como el mejor disco flamenco de toda la historia.
Durante quince años y hasta 1983 trabajó como responsable del departamento de folclore de la marca Hispavox. Su producción personal cuenta con más de trescientos volúmenes, dirigiendo y produciendo a numerosos artistas: Amina, Antonio Piñana, El Borrico, Carmen Linares, El Chozas de Jerez, Enrique Morente, Fernanda y Bernarda de Utrera, El Flecha de Cádiz, Gabriel Moreno, Gordito de Triana, Juan el de la Vara, Manuel Mairena, Pepe de la Matrona, Pericón de Cádiz, El Sordera, Terremoto de Jerez, Juan Varea, Lucero Tena, Manuel Benítez Carrasco, José Romero, Félix de Utrera, Luis Maravilla, Manuel Cano y Victor Monje "Serranito", entre otros.
En 1984 dirigió la Magna Antología del cante flamenco, obra que mereció el Premio Nacional de la Cátedra de Flamencología y el Premio Nacional del Ministerio de Cultura.
Para la marca Philips, en 1987, dirigió y seleccionó la obra El Cante flamenco. Antología histórica siendo la primera grabación de este género en sistema digital.
Siempre a la vanguardia, también tuvo que ver con el boom de las sevillanas, rodeándose de los mejores grupos: Hermanos Reyes, Amigos de Gines (Sevillanas del adiós: "Cuando un amigo se va"), Los del Río, Los Marismeños, El Pali, Romeros de La Puebla, Los Choqueros, Los Duendes y Cantores de Hispalis.
Sus últimos trabajos los realizó para la casa Sonifolk, rescatando numerosas grabaciones de discos de pizarra, reuniendo así numerosos artistas como: Antonio Chacón, Manuel Torres, Juanito Mojama, Manuel Escacena,  Cojo de Málaga, Garrido de Jerez, José Cepero, Manuel Vallejo, Ramón Montoya, La Niña de los Peines, etc., a los que acompañaba con unas notas biográficas, dentro de la colección Grabaciones históricas del flamenco, serie que obtuvo el Premio Nacional de Flamencología en 2002.

### Librero Anticuario
En 1972 se estableció en Madrid como librero en la calle Espíritu Santo 42, Librería Valle, en una zona de Madrid, que ya contaba con otras librería conocidas como las de Melchor García, Castillo, Estanislao Rodríguez, Chiverto y Gomis, ya en el límite con la calle de Los Libreros, librerías que en su mayoría poco a poco fueron despareciendo.
Coincidiendo con el cierre de la librería de Cayo de Miguel, en la calle del Prado nº 5, José Blas adquirió dicho local, renovándolo completamente y trasladándose allí en 1982, manteniendo el nombre de Librería del Prado, que databa desde el año 1950, siendo hoy en día una de las más tradicionales de Madrid.
Blas Vega vino a representar, con otros jóvenes libreros de su generación, un nuevo impulso en el funcionamiento y tratamiento de lo que hoy entendemos por una librería anticuaria, de lance o de antiguo o de usado. Fue propulsor y organizador, junto con otros colegas, de la 1.ª Feria del Libro Antiguo y de Ocasión, siendo su presencia permanente en todas las ferias que se celebraban en Madrid.
Su condición de investigador también ser vio reflejada en varios trabajos bibliográficos, continuando así el ejemplo de otros libreros, al editar publicaciones sobre bibliografía erótica, siendo una referencia obligada, además de otros casos de escritores como Joaquín Belda, Ramón J. Sender y Rafael Alberti.

## Libros publicados
- Segunda bibliografía flamenca (Málaga, 1966). En colaboración con Anselmo González Climent.
- Las tonás (Málaga, 1967).
- Pepe el de la Matrona (Madrid, 1970).
- Temas flamencos (Madrid, 1973).
- Conversaciones flamencas con Aurelio de Cádiz (Madrid, 1978. Segunda edición, Cádiz, 1988).
- Un capítulo de la literatura secreta de España: La biblioteca de López Barbadillo y sus amigos (Madrid, 1979).
- Magna Antología del Cante Flamenco (Madrid, 1982).
- Los corridos y los romances andaluces (Madrid, 1982).
- El baile del taranto (Madrid, 1983).
- Homenaje a Bernardo el de los Lobitos (Madrid, 1986).
- Vida y cante de don Antonio Chacón (Córdoba, 1986. Segunda edición. Madrid, 1990).
- El cante flamenco (Madrid, 1987).
- Los cafés cantantes de Sevilla (Madrid, 1987).
- Diccionario Enciclopédico Ilustrado del Flamenco (Madrid, 1988. Segunda edición. Madrid, 1990). (En colaboración con Manuel Ríos Ruiz).
- La propaganda flamenca. Programas y carteles 1867-1984 (Granada, 1988. Segunda edición. Barcelona, 1989).
- Maestros del Flamenco. Colección de treinta fascículos (Barcelona, 1988). En colaboración con Manuel Ríos Ruiz.
- El flamenco a través de sus grandes cantaores (Barcelona, 1988).
- Historia de la Canción española (Barcelona, 1992. Segunda edición, Madrid, 1996).
- Silverio, rey de los cantaores (Córdoba, 1995).
- La novela corta erótica española. Noticia bibliográfica (Madrid, 1995).
- Un olvidado: El insólito y paradójico Joaquín Belda (Madrid, 1999).
- La tesis flamenca de Sender (Madrid, 2002).
- La arboleda flamenca de Alberti (Madrid, 2005).
- El flamenco en Madrid (Córdoba, 2006).
- Los cafés cantantes de Madrid (1846-1936) (Madrid, 2006).
- 50 años de Flamencología Madrid, 2007).
- La Gran Vía se divierte (Madrid, 2011).

## Artículos, ensayos, conferencias
- Del folklore andaluz. Los “machos” de Pedro Lacambra. Dígame. Madrid, 12 de noviembre de 1963.
- Juan Breva cantó en Palacio ante los Reyes D. Alfonso XII y Dª Mª Cristina. La Peña Juan Breva y su presencia en Madrid. Dígame. Madrid, 21 de abril de 1964. (con el seudónimo Francisco Vigueras).
- Cante cartagenero. El Noticiero. Cartagena, 10 de junio de 1965.
- Raza y cante en La Unión. La Verdad. Murcia, 18 de agosto de 1966.
- ¿Quién fue “La Gabriela” de la copla?. La Verdad.  Murcia, 18 de agosto de 1967.
- Canta Jerez. Dígame. Madrid, 30 de abril de 1968.
- Canta Jerez, una antología discográfica flamenca. La Voz del Sur. Jerez, 8 de mayo de 1968.
- El Fandango. Historia y evolución. Dígame. Madrid, 2 de julio de 1968.
- Flamenco. Origines et évolution. Structures et styles. En la Encyclopedia Universalis France. París, 1970.
- Homenaje a Bernardo el de los Lobitos. La Tarde, Las Palmas de Gran Canarias, 12 de febrero de 1970.
- Gabriel Moreno. La Estafeta Literaria. Madrid, 1 de julio de 1970.
- Cantes antiguos del flamenco. Enrique Morente. Olimpia, Sevilla, julio-agosto 1970.
- Boceto para una historia del Cante de la Minas. Olimpia, nº 10. Sevilla, octubre de 1970.
- Consideraciones sobre los orígenes del cante: Las tonás. Actas de la reunión internacional de estudios sobre los orígenes del flamenco. Madrid, Centro de Estudios de Música andaluza y flamenco, 1970. Págs. 75-84.
- Apuntes crítico-informativos para una bibliografía del flamenco. La Estafeta Literaria nº 456. Madrid, 15 de noviembre de 1970. Pags. 16-20.
- Pedro Echevarría Bravo: Cancionero de los peregrinos de Santiago. La Estafeta Literaria. Madrid, 1971.
- Carta a Fernando Quiñones sobre “El Mellizo”. Diario de Cádiz, 10 de febrero de 1971
- Los toreros escritores (noticia y bibliografía) La Estafeta Literaria nº 469. Madrid, 1 de junio de 1971. Págs 6-13.
- Para una bibliografía de la Batalla de Lepanto. La Estafeta Literaria nº 477. Madrid, 1 de octubre de 1971. Págs 42-46.
- Aula de Flamencología. Liviana, serrana y seguirilla de cambio. El Noticiero. Cartagena, 17 de septiembre de 1972.
- Aula de Flamencología. El polo de Tobalo. El Noticiero. Cartagena, 22 de octubre de 1972.
- Aula de Flamencología. El flamenco visto desde fuera. El Noticiero. Cartagena, 22 de noviembre de 1972.
- Apuntes para un estudio del flamenco hispanoamericano. Actas de la reunión internacional de estudios sobre las relaciones sobre la música andaluza, la hispanoamericana y el flamenco. Madrid, Centro de Estudios de Música andaluza y flamenco, 1974. Págs. 49-60.
- Antonio Grau Dauset. El último gran maestro. Programa del XIV Festival del Cante de las Minas. La Unión, agosto de 1974.
- Bibliografía de Manuel Machado. La Estafeta Literaria nº 549. Madrid, 1 de octubre de 1974. Págs. 18-19.
- Apuntes critico-informativos para una bibliografía del flamenco. En Arcadio Larrea: Guía del Flamenco. Madrid, Editora Nacional, 1975. Págs. 7-19.
- Así fueron y son los cantes de Jerez. Línea. Murcia, 26 de junio de 1975.
- ' 'Bibliografía fundamental de Antonio Machado. La Estafeta Literaria nos 569-570. Madrid, 1-15 de agosto de 1975. Págs 30-32.
- Bibliografía de Manuel de Falla. La Estafeta Literaria nos 592-593. Madrid, 15 de julio – 1 de agosto de 1976. Págs. 14-17.
- Gerardo Diego. Bibliografía. La Estafeta Literaria nos 594-595. Madrid, 15 de agosto – 1 de septiembre de 1976. Págs. 37-40.
- Don Antonio Chacón. El Correo de Zamora, 24 de abril y 8 de mayo de 1977.
- Ante el VIII Concurso Nacional de Arte Flamenco. Valoración actual de don Antonio Chacón. Córdoba, mayo de 1977.
- Bibliografía sobre la generación poética del 27. La Estafeta Literaria nos 618-619. Madrid, 15 de agosto – 1 de septiembre de 1977. Págs 52-55.
- Bibliografía de Vicente Aleixandre. Poesía Hispánica nos 299-300. Madrid, noviembre – diciembre de 1977. Págs. 56-61.
- Don Antonio Chacón. Flamenco nos 15 y 16. Mainz (Alemania), 1978.
- Un capítulo de la literatura secreta en España: La biblioteca de López Barbadillo y sus amigos. La Estafeta Literaria nos 645-646. Madrid, 1-15 de octubre de 1978. Págs. 16-21.
- Antonio Grau. Flamenco nº 1. Murcia, abril de 1979.
- Homenaje a Pepe de la Matrona en Jaén.
- La biblioteca de López Barbadillo. Cuadernos de Bibliofilia nº 4. Valencia, ¿diciembre, 1980?. Págs.
- El Folk-lore Andaluz. Órgano de la Sociedad de este nombre dirigida por Antonio Machado y Álvarez “Demófilo”. Sevilla 1882-1883- Edición conmemorativa del centenario. Estudio preliminar de José Blas Vega y Eugenio Cobo. Págs. V-XLV. Madrid, Tres, Catorce, Diecisiete, 1981.
- Conversaciones con Pepe de la Matrona entre cante y cante. Candil nº 13. Jaén, enero-febrero 1981. Págs. 23-26.
- La Caña. Sur.  Málaga, 15 de noviembre de 1981.
- El caso especial de los “caracoles”. Candil nº 18. Jaén, noviembre-diciembre 1981. En colaboración con Fernando Quiñones.
- Toros y Arte Flamenco. En Cossío: Los Toros. Tomo VII. Madrid, Espasa-Calpe, 1982. Págs. 683-757. En colaboración con Fernando Quiñones.
- Almería: Luces y sombras del Taranto. El País, Madrid, 11 de abril de 1982. En colaboración con Fernando Quiñones.
- La saeta. Cabal nº 2   Madrid, abril-mayo 1982.
- Nada menos que a Madrid. Recuerdo de El Borrico. Tío Gregorio “Borrico de Jerez”. Recuerdos de infancia y juventud. Recogidos y ordenados por José Luis Ortiz Nuevo. Jerez, 1984. Págs. 73-75.
- Almería: Luces y sombras del Taranto. II Concurso periodístico El Taranto. Almería, Peña El Taranto, 1986. Págs. 15-21.
- Bernardo. Repertorio lírico, discografía, bibliografía, hemerografía. Cien años hace que nacieron. Aurelio, Bernardo, Matrona. Madrid, Ministerio de Cultura, 1987. Págs. 85-100.
- Matrona. Repertorio, discografía, bibliografía, hemerografía. Cien años hace que nacieron. Aurelio, Bernardo, Matrona. Madrid, Ministerio de Cultura, 1987. Págs. 117-127.
- Aurelio. Repertorio, discografía, bibliografía, hemerografía. Cien años hace que nacieron. Aurelio, Bernardo, Matrona. Madrid, Ministerio de Cultura, 1987. Págs. 73-78.
- Almería: Luces y Sombras del Taranto. 25 años de Flamenco en Almería. 25 aniversario de la Peña el Taranto. Almería, Zéjel, 1988. Págs. 130-133.
- Acercamiento a una definición del flamenco. Muestra de Danza Española «Bailar España». Reggio Emilia Festival. Italia, 1988.
- Los estudios sobre el Flamenco. De Estébanez Calderón a Fernando el de Triana (1847-1936). Actas de la Conferencia Internacional Dos Siglos de Flamenco. Jerez, Fundación Andaluza de Flamenco, 1989.
- La propaganda flamenca (1867-1984). Candil nº 63. Jaén, mayo-junio 1989. Págs. 114-118.
- Las ventas sevillanas en los orígenes del flamenco. ABC literario. Sevilla, 3 de junio de 1989.
- Canalejas de Puerto Real. Guion para la serie de video El Flamenco. Sevilla, Producciones culturales andaluzas, diciembre de 1989.
- Bernardo el de los Lobitos. Guion para la serie de video El Flamenco. Sevilla, Producciones culturales andaluzas, diciembre de 1989.
- Por las cayes e Sebiya. Ventas, tabernas, academia, salones y cafés cantantes en al capital de Andalucía. En Silverio Franconetti. Cien años de que murió y aún vive. Sevilla, Exmo. Ayuntamiento, 1989. Págs. 125-139.
- Manuel Vallejo en su época y en su cante. Tres Visiones de Manuel Vallejo.  Sevilla, Guadalquivir, 1991. Págs. 9-27.
- El Rojo el Alpargatero. Homenaje a Rojo el Alpargatero. La Unión, Festival del Cante de las Minas, 1991.
- Novela erótica de los años 20. Noticias bibliográficas nº 23. Madrid, septiembre-octubre 1991. Págs. 5-7
- Recuerdos del centenario. El cante de Manuel Vallejo. La Caña nº 1. Madrid, diciembre de 1991. Págs. 44-48.
- El Taranto. Programa 3.er Festival Flamenco por Tarantos. Madrid, Colegio San Juan Evangelista, enero de 1992.
- Tauroflamencología. La Caña nº 2. Madrid, mayo de 1992. Págs. 29-39.
- El Taranto. Candil nº 81. Jaén, mayo-junio, 1992.
- Bibliografía de Camarón de la Isla. Candil nº 82. Jaén, julio-agosto, 1992. Págs. 1110-1111- (En colaboración con Manuel Ríos Ruiz).
- Semblanza en Don Antonio Chacón. El Papa Flamenco. Textos en homenaje a Don Antonio Chacón. Ayuntamiento de La Unión, 1992. Págs. 27-41.
- En el Centenario de Manolo de Huelva. Manuel Gómez Vélez “Manolo de Huelva” (1892-1992) 100 años para la historia. Huelva, XX Congreso Nacional de Arte Flamenco, septiembre 1992. Págs. 9-22.
- La escuela bolera y el flamenco. La escuela bolera. Encuentro internacional. Madrid, INAEM, noviembre de 1992. Págs 79-96.
- Origines du patrimoine andalou et du style flamenco. Le flamenco, une danse andalouse du XIXe siècle. Le flamenco au XXe siècle du café-concert au theâtre. Antonio Ruiz Soler. Pasión de España. Lyon, Biennale de la Danse, 1992.
- Silverio Franconetti. Aproximación a su vida y a su cante. Candil nº 83. Jaén, mayo-junio, 1993. Págs. 1367-1380.
- Manolo de Huelva (1892-1976) el guitarrista que inspiró a Falla. La Caña nº 4. Madrid, invierno 1993. Págs. 4-8.
- Retrato de una guitarra y unos versos sacrificados. Programa Homenaje a Félix de Utrera. Madrid, Colegio San Juan Evangelista, 21 de enero de 1994.
- Enrique Morente, la voz creadora. Programa Recital Teatro de la Zarzuela. Madrid, 23 de febrero de 1994. En colaboración con Manuel Ríos Ruiz.
- El cine folklórico entre el cante y la canción. La Caña nº 7. Madrid, invierno 1994. Págs. 35-41.
- José de Udaeta o la pasión por la danza. Programa homenaje Teatro María Guerrero. Madrid, 1994.
- Las Peñas flamencas de ayer a hoy. La Caña nºs 8-9. Madrid, verano 1994. Págs. 42-46.
- Valoración de Juanito Valderrama. La Caña nº 8-9. Madrid, verano, 1994.
- Recuerdos y significación de Enrique Morente. Libro Homenaje a Enrique Morente. Granada, Peña La Platería, 1994.
- Devenir y auge del experimentalismo flamenco. La Caña nº 10. Madrid, otoño 1994. En colaboración con Manuel Ríos Ruiz. Págs. 5-12.
- Recuerdos y significación de Enrique Morente. La Caña nº 10. Madrid, otoño 1994. Págs. 44-46.
- Tras las huellas del tiempo y de los mitos. En Rafael Vargas González: El flamenco visto por los flamencos. Barcelona, 1994.
- Ramón Montoya: La Guitarra Flamenca. La Guitarra en la Historia. Vol V. Córdoba, Ediciones de la Posada, 1994. Págs. 65-92.
- El Rojo el Alpargatero, escuela y símbolo del Cante de las Minas. El Olivo. Villanueva del Arzobispo 1995.
- Madrid, la capital del flamenco. La Caña nº 11. Madrid, primavera 1995. Págs. 5-15.
- Ramón Montoya. La Caña nº 11. Madrid, primavera, 1995. Págs. 52-55.
- Sobre el Cojo de Málaga (1880-1940). El Cojo de Málaga. Textos en homenaje a Joaquín Vargas Soto. Ayuntamiento de La Unión, 1995. Págs. 21-32.
- El Chato de la Isla. En Salvador Alen Zuazo: El Chato de la Isla entre la vida y el cante. San Fernando, Ispren, 1995.
- Hacia la historia del baile flamenco. La Caña nº 12. Madrid, otoño 1995. Págs. 5-23.
- Documentos para la historia del baile: Estébanez Calderón y la Asamblea general. La Caña nº 12. Madrid, otoño 1995. Págs 26-29.
- Antonio, el Dios del baile. La Caña nº 12. Madrid, otoño 1995. Págs.40-43.
- Bailes populares. Historia del Flamenco. Vol I. Sevilla, Tartesos, 1995. Págs. 265-285.
- Triana. Historia del Flamenco. Vol I. Sevilla, Tartesos, 1995. Págs. 389-405.
- La escuela bolera. Historia del Flamenco. Vol II. Sevilla, Tartesos, 1995. Págs. 43-53.
- Silverio Franconetti. Historia del Flamenco. Vol II. Sevilla, Tartesos, 1995. Págs. 83-93.
- El maestro Patiño. Historia del Flamenco. Vol II. Sevilla, Tartesos, 1995. Págs. 143-145.
- Los cafés cantantes. Historia del Flamenco. Vol II. Sevilla, Tartesos, 1995. Págs. 227-251.
- Don Antonio Chacón. Historia del Flamenco. Vol II. Sevilla, Tartesos, 1995. Págs. 409-417.
- La discografía antigua del flamenco (1890-1953). Historia del Flamenco. Vol II. Sevilla, Tartesos, 1995. Págs. 449-457.
- Ramón Montoya. Historia del Flamenco. Vol III. Sevilla, Tartesos, 1995. Págs. 75-81.
- Manolo de Huelva. Historia del Flamenco. Vol III. Sevilla, Tartesos, 1995. Págs. 247-255.
- Manolo Caracol. Historia del Flamenco. Vol III. Sevilla, Tartesos, 1995. Págs. 313-
- La Novela Corta Erótica Española. El Bosque nº 10-11. Zaragoza, Enero-Agosto, 1995. Págs. 35-45.
- La discografía antigua del flamenco. Catálogo de discos de 78 y 80 r.p.m. en el Centro de Documentación musical de Andalucía. Granada, 1995.
- El bailarín de España. El País, Madrid, 6 de febrero de 1996.
- Picasso y el flamenco. La Caña nº 13. Madrid, febrero de 1996. Págs. 19-27.
- El Flamenco y las Artes Plásticas. Fichas para una bibliografía. La Caña nº 17. Madrid, febrero de 1996. Págs. 85-87. (Con el seudónimo José Manzanares).
- Estrellas andaluzas de la Canción Española (I). Andalucía en el mundo. Nª 19. Madrid, Septiembre 1996.
- Estrellas andaluzas de la Canción Española (II). Andalucía en el mundo. Nº 20. Madrid, Octubre 1996.
- La novela corta erótica española. Noticia bibliográfica. Los territorios literarios de la Historia del Placer. Madrid, Ediciones Libertarias, 1996. Págs. 13-21.
- Evolución de la guitarra flamenca. De el maestro Patiño a Manolo Sanlúcar. Manolo Sanlúcar. Un mundo de guitarra. Sevilla, Ediciones Giralda, 1996. Págs. 101-106.
- Falla y el Flamenco. La Caña nº 14-15. Madrid, otoño-invierno 1996. Págs. 5-19.
- Sobre el Cojo de Málaga. La Caña nº 14-15. Madrid, otoño-invierno 1996. Págs. 68-72.
- Tonás, serranas y livianas. Historia del Flamenco. Vol. IV. Sevilla, Tartessos, 1996. Págs. 315-321.
- Rosario. En Rafael Solama Benarroch: Rosario aquella danza española. Granada, Manigua, 1997.
- De los Cafés Cantantes de Sevilla. La Caña nos 20-21. Madrid, 1998. Págs. 75-79.
- Escacena. Un maestro del cante. La Caña nº 22. Madrid, 1998. Págs. 77-82.
- Práctica y evolución de algunos cantes básicos: Romances, Tonás, Siguiriyas, Serrana, Soleares, Caña y Polo. La Caña nº 24. Madrid, 1999. Págs. 5-19.
- Recorrido por la Barcelona de los cafés cantantes. La Caña nº 25. Madrid, 1999. Págs. 5-20.
- Un olvidado: el insólito y paradójico Joaquín Belda. Oscura turba de los más raros escritores españoles. Zaragoza, Xordica, 1999. Págs. 19-32.
- El Flamenco y los Toros. Historia del Flamenco. Vol VI. Sevilla, Tartesos, 2002. Págs. 475-501.
- Antonio Piñana. Notas para una biografía. En el libro coordinado por Antonio Parra: Don Antonio Piñana. Una voluntad flamenca. Murcia, Nausícaä, 2002. Págs. 11-51.
- El Flamenco en el Ballet Nacional. Ballet Nacional de España. 25 años. Madrid, Ministerio de Educación, Cultura y Deporte, 2003. Págs. 61-74.
- La novela corta erótica española. Hibris nº 18. Alcoy (Alicante), noviembre-diciembre 2003. Págs. 26-33.
- Iconografía de la Niña de los Peines. Incluido en el CD Interactivo Análisis de los documentos sonoros, que se incluye junto con 13 compactos que recogen los registros sonoros que grabó Pastora Pavón, en la obra La Niña de los Peines, Patrimonio de Andalucía. Junta de Andalucía. Jerez, Centro Andaluz de Flamenco, 2004.
- Carmen Amaya, Biografía. Carmen Amaya 1963. Fotografías de Colita y Julio Ubiña. Sevilla, Bienal de Flamenco, 2004. Págs. 87-91 (En colaboración con Manuel Ríos Ruiz).
- Paco Toronjo. Vivir en flamenco. En Antonio González Merchante: Paco Toronjo. La vida de un genio. Sevilla, Lagar y Luz, 2005.
- Invitaciones y carnets de baile. Paperantic nº 4. Barcelona, marzo de 2005.
- Clásicos del cante. In memoriam. Don Antonio Chacón. Litoral nº 238. Torremolinos (Málaga), 2005.